# طلسم حیرت
طلسم حیرت مثنوی دوم از مثنوی‌های عرفانیات عبدالقادر بیدل دهلوی است؛ و استقبالی دیگر از وزن « یوسف و زلیخا» عبدالرحمن جامی است. در این مثنوی سخن از انسان به میان رفته‌است و حالت‌های انسانی «امید»؛ «خوف»؛ «محبت»؛‌« عداوت»؛ «غم»؛ فرح و.. و نیز اقلیم دل شرح داده شده‌است. این مثنوی در پتنه و نیز در کابل به طبع رسیده است.
| سوم از اهل دل یعنی محبت       |  | سراپا حلقهٔ زنجیر الفت        |
| وجودش نشئهٔ ایجاد عالم         |  | ظهورش جوهر تفصیل عالم        |
| دو عالم جرعه یاب هستی از وی   |  | دل هر ذره جام مستی از وی     |
| وفا در عهد او چون رشته با تاب |  | حیا در طینش چون موج در آّب    |
| ازو نیش جفاها نوش تأثیر       |  | ز مهرش خون به پستان جهان شیر |